# Sounds of Silence
Sounds of Silence ist ein Musikalbum des US-amerikanischen Folk-Rock-Duos Simon & Garfunkel. Es wurde in den USA am 17. Januar 1966 veröffentlicht. In den USA stieg es bis auf Platz 21 der Billboard 200 und hielt sich insgesamt 143 Wochen in den Top 100.

## Geschichte
Nach der Veröffentlichung ihres ersten Albums Wednesday Morning, 3 A.M. hatte Art Garfunkel sein Architekturstudium wieder aufgenommen, und Paul Simon war ein Jahr lang beruflich in Großbritannien; aus dieser Zeit stammt das für die BBC aufgenommene Album The Paul Simon Songbook. Der Produzent Tom Wilson, der bereits das erste Album produziert hatte, erkannte den sich abzeichnenden Erfolg der Folk-Musik. In Abwesenheit von Simon und Garfunkel versah er mit Hilfe von Studiomusikern das bereits für das erste Album aufgenommene Stück The Sounds of Silence mit E-Gitarre, Bass und Schlagzeug. Diese Version wurde veröffentlicht und erreichte binnen kürzester Zeit den ersten Platz der Billboard Hot 100.
Simon und Garfunkel kehrten ins Studio zurück, um unter der Leitung von Bob Johnston ein neues Album aufzunehmen. Johnston hatte mittlerweile Wilson abgelöst, der nach der Produktion von Bob Dylans Lied Like a Rolling Stone in den Ruhestand gegangen war. Neben den beiden Stücken Somewhere They Can’t Find Me und We’ve Got a Groovey Thing Goin’, die bereits am 5. April 1965 noch mit Tom Wilson aufgenommen worden waren, wurden sämtliche anderen Titel im Dezember 1965 aufgenommen. Die verwendeten Aufnahmen stammen vom 13., 14. und 21. Dezember.

## Titelliste
Alle Titel außer Angie (in späteren Ausgaben auch Anji geschrieben) stammen von Paul Simon.

### Seite 1
1. The Sounds of Silence – 3:02
2. Leaves That Are Green – 2:21
3. Blessed – 3:14
4. Kathy’s Song – 3:16
5. Somewhere They Can’t Find Me – 2:34
6. Angie (Davey Graham)* – 2:15

### Seite 2
1. Richard Cory – 2:57
2. A Most Peculiar Man – 2:29
3. April Come She Will – 1:49
4. We’ve Got a Groovey Thing Goin’ – 1:55
5. I Am a Rock – 2:50

* Auf dem Label der ersten Ausgaben irrtümlich Bert Jansch zugeschrieben
Auf der in Großbritannien erschienenen Version war zudem noch das Stück Homeward Bound vertreten.

### Bonustitel
Folgende Bonus-Titel finden sich auf der Neuauflage des Albums in der Box The Columbia Studio Recordings 1964–1970:
1. Blues Run the Game – 2:55
2. Barbriallen – 4:06
3. Rose of Aberdeen – 2:02
4. Roving Gambler – 3:03

Das Stück Blues Run the Game wurde von Jackson C. Frank geschrieben; die drei anderen Titel sind abgewandelte Traditionals.

## Sonstiges
- Im Gegensatz zu den späteren Alben enthält Sounds of Silence noch keine vollständigen Textabdrucke; zu den meisten Titeln sind nur einzelne Strophen wiedergegeben. Die beiden Ausnahmen sind Angie mit dem Hinweis: “Written by Davy Graham, one of England’s finest jazz / blues guitarists.” und We’ve Got a Groovey Thing Goin’ mit dem Vermerk: “Just for fun.”[3]
- Der Titel Somewhere They Can’t Find Me ist eine Mischung aus zwei anderen Titeln: die Musik stammt von Davey Grahams Angi, der Text stammt – bis auf den Refrain – aus dem Lied Wednesday Morning, 3 A.M., das auf dem gleichnamigen Album veröffentlicht wurde.
- Das Stück Richard Cory basiert auf dem gleichnamigen Gedicht von Edwin Arlington Robinson.
- Die Einleitung dieser Version von The Sounds of Silence wurde zwei Jahre später in dem Titel Save the Life of My Child (vom Album Bookends) eingemischt.

## Coverversionen
Folgende Neueinspielungen (Coverversionen) wurden im Laufe der Jahre unter anderem veröffentlicht:
- The Sounds of Silence
  - The Bachelors (1966)
  - Los Mustang (1966), in Spanisch als El Ritmo Del Silencio auf der 1966 erschienenen EP Submarino Amarillo veröffentlicht.[4]
  - The Ventures (1970)
  - Anni-Frid Lyngstad (spätere Sängerin von ABBA; schwedisch: En ton av tystnad, 1971)[5]
  - Emilíana Torrini (1996)
  - The Bates (1998)
  - Gregorian (1999)
  - Atrocity (2000)
  - Nevermore (2000)
  - Michelle Darkness (2007)
  - Brooke Fraser (2007)
  - Pat Metheny (2011)
  - Behnam Moghaddam (innerhalb der TV-Castingshow The Voice of Germany, 2012)
  - Disturbed (2015)
- Richard Cory
  - Them feat. Van Morrison (1969)
  - Wings (1976 auf dem Album Wings over America)
- Blessed
  - The Tremeloes (1966)
- I Am a Rock
  - The Hollies (1966)
  - Me First and the Gimme Gimmes (1997)

Anderssprachige Versionen:
- Gérard Lenorman: Chanson d'innocence
- Bernd Clüver: Der Raum des Schweigens